# Heinrich von Vietinghoff
Heinrich Gottfried Otto Richard von Vietinghoff (6. prosince 1887, Mohuč – 23. února 1952, Pfronten) byl německý generálplukovník (Generaloberst).

## Kariéra

### Druhá světová válka
Za druhé světové války velel německé 10. armádě a později skupině armád C. Jeho 10. armáda tvořila hlavní německou sílu v Itálii a zúčastnila se prakticky všech důležitých operací od vylodění na jihu země, přes boje o Gustavovu linii a Monte Cassino až po kapitulaci německých sil ve Středomoří. Byl významenán Rytířským křížem s dubovými ratolestmi. 

### Po skončení války
V britském zajetí byl dva a půl roku a v roce 1948 byl propuštěn. Po návratu ze zajetí se zabýval opětovným vyzbrojením Německé spolkové republiky. Patřil do skupiny odborníků, která v roce 1950 sepsala, na popud vlády Konrada Adenauera (První vláda Konrada Adenauera), Himmeroder Denkschrift ohledně západoněmecké účasti na evropské obraně. Vietinghoff zemřel 23. února 1952 ve Pfrontenu a je zde pohřben.

## Vyznamenání
- Rytířský kříž, II. třída (13.09.1914)
- Rytířský kříž, I. třída (23.04.1915)
- Rytířský kříž, spona k Železnému kříži 1914, II. třída (21.09.1939)
- Rytířský kříž, spona k Železnému kříži 1914, I. třída (28.09.1939)
- Rytířský kříž Železného kříže (24.06.1940)
- Medaile za východní frontu
- Rytířský kříž Železného kříže, s dubovou ratolestí 457. držitel (16.04.1944)
- Odznak za tankový boj, stříbrný